# Pinetop Perkins
Joseph William Perkins (Belzoni, 7 de julho de 1913 — Austin, 21 de março de 2011), mais conhecido como Pinetop Perkins foi um músico de blues estadunidense cuja especialidade era o piano. Até 2011 permanecia como um dos músicos de Delta blues mais antigos em atividade, tendo tocado com alguns dos mais influentes artistas de blues e rock and roll da história dos Estados Unidos.
Morreu em 21 de março de 2011 em sua casa em Austin, aos 97 anos.

## Discografia selecionada
- 1976: Boogie Woogie
- 1977: Hard Again (Muddy Waters)
- 1988: After Hours
- 1992: Pinetop Perkins with the Blue Ice Band
- 1992: On Top
- 1993: Portrait of a Delta Bluesman
- 1995: Live Top (com o Blue Flames)
- 1996: Eye to Eye (com Ronnie Earl, Willie "Big Eyes" Smith e Calvin “Fuzz” Jones)[3]
- 1997: Born in the Delta
- 1998: Sweet Black Angel
- 1998: Legends (com Hubert Sumlin)
- 1999: Live at 85! (com George Kilby Jr)
- 2000: Back On Top
- 2003: Heritage of the Blues: The Complete Hightone Sessions
- 2004: Ladies Man
- 2008: Pinetop Perkins and Friends
- 2010: Joined At the Hip (com Willie "Big Eyes" Smith)